# Physosmaragdina
Physosmaragdina es un género de insecto coleóptero de la familia Chrysomelidae.

## Especies
Las especies de este género son:
- Physosmaragdina brancuccii (Medvedev, 1988)
- Physosmaragdina dinajpurensis Takizawa, 1990